# Rak roślin

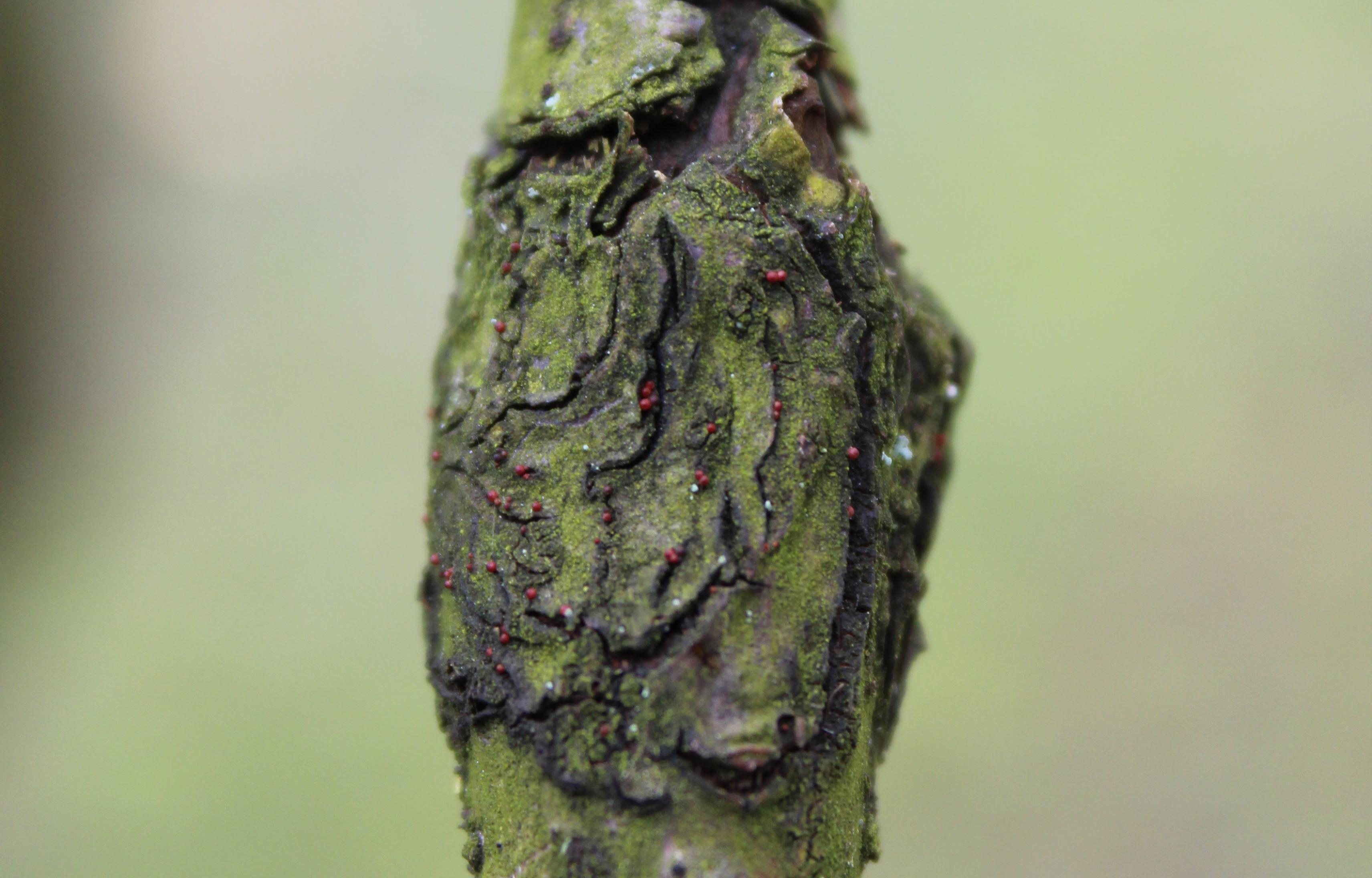
Rak drzew owocowych i zgnilizna owoców

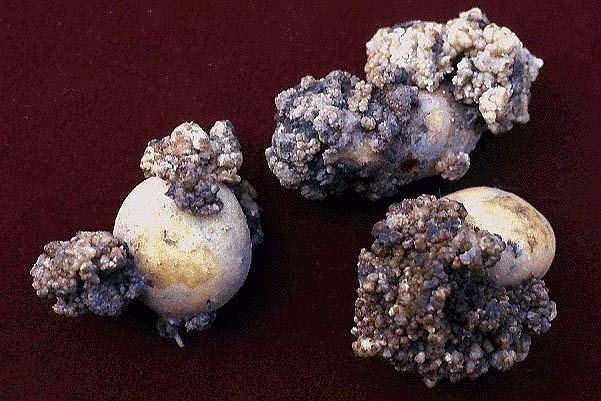
Rak ziemniaka

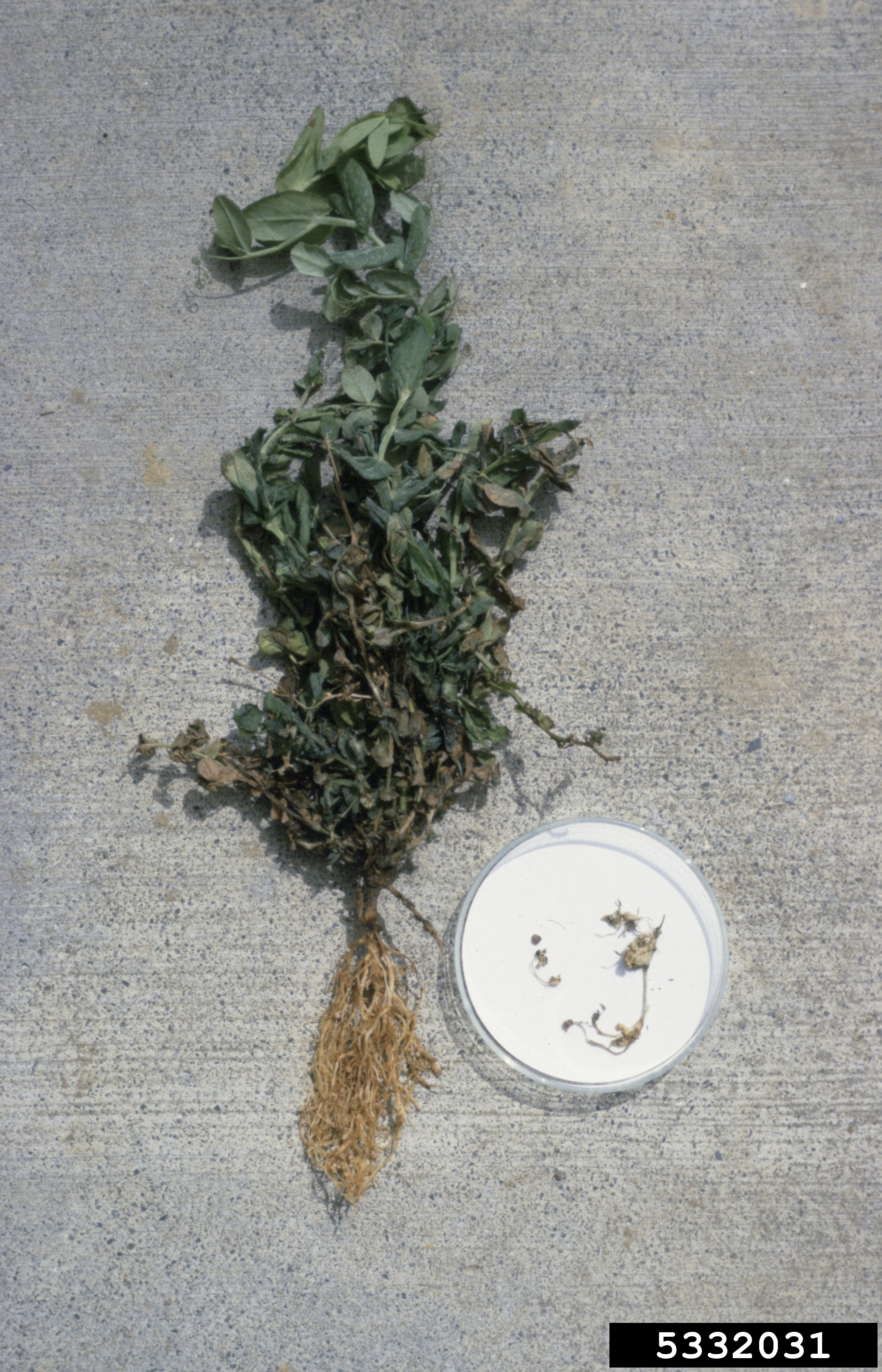
Rak koniczyny

Rak roślin – grupa chorób roślin wywoływana przez bakterie i grzyby, objawiająca się głównie powstawaniem ran, próchnieniem, gniciem, nadmiernym wzrostem chorych organów, zgorzelą kory. Choroby z tej grupy zwalczane są głównie za pomocą środków chemicznych i niszczenie zarażonych roślin.
Wśród roślin uprawnych w Polsce występują następujące raki (w nawiasie gatunki wywołujących je patogenów):
- czarny rak jabłoni (Peyronellaea obtusa)
- pęcherzykowaty rak kory gruszy (Pear blister canker viroid)
- rak bakteryjny brzoskwini (Pseudomonas syringae var. persicae, Pseudomonas syringae var. syringae)
- rak bakteryjny czereśni ptasiej (Pseudomonas syringae var. avii)
- rak bakteryjny drzew owocowych (Pseudomonas syringae var. syringae)
- rak bakteryjny jesionu (Pseudomonas savastonoi var. fraxini)
- rak bakteryjny kory orzecha włoskiego (Brenneria nigrifluens, Brenneria rubrifaciens)
- rak bakteryjny poinsecji (Curtobacterium flaccumfaciens var. poinsettiae)
- rak bakteryjny pomidora (Clavibacter michiganensis subsp. michiganensis)
- rak bakteryjny śliwy (Pseudomonas syringae var. syringae, Pseudomonas syringae var. morsprunorum, Pseudomonas syringae var. persicae, Pseudomonas amygdali)
- rak drzew owocowych i zgnilizna owoców (Neonectria ditissima)
- rak gruzełkowy drzew liściastych (Neonectria ditissima, Neonectria coccinea)
- rak koniczyny (Sclerotinia trifoliorum)
- rak koniczyny na bobiku (Sclerotinia trifoliorum)
- rak koniczyny na wyce (Sclerotinia trifoliorum)
- rak kory drzew ziarnkowych (Potebniamyces pyri)
- rak modrzewia (Lachnellula willkommii)
- rak podstawy pędu róży (Calonectria kyotensis)
- rak tarczowaty topoli (Ceratocystis fimbriata)
- rak wgłębny róży (Coniothyrium wernsdorffiae)
- rak ziemniaka (Synchytrium endobioticum)[2][3].